# Radix balthica
Radix balthica е вид охлюв от семейство Lymnaeidae. Видът не е застрашен от изчезване.

## Разпространение и местообитание
Разпространен е в Австрия, Албания, Андора, Белгия, България, Великобритания (Северна Ирландия), Германия, Грузия, Гърция, Дания, Естония, Израел, Иран, Ирландия, Испания, Латвия, Ливан, Литва, Лихтенщайн, Люксембург, Малта, Нидерландия, Норвегия, Полша, Португалия (Азорски острови и Мадейра), Северна Македония, Румъния, Русия (Алтай, Амурска област, Бурятия, Европейска част на Русия, Иркутск, Калининград, Тува и Хабаровск), Сирия, Словакия, Сърбия, Турция, Украйна, Унгария, Фарьорски острови, Финландия, Франция (Корсика), Чехия, Швейцария и Швеция.
Среща се на надморска височина от -2,5 до 852,6 m.

## Описание
Популацията на вида е стабилна.